# وولگا پادابد
وولگا پادابد (انگلیسی: Volha Padabed؛ زادهٔ ۲۴ آوریل ۱۹۷۹)  بازیکن بسکتبال اهل بلاروس بود. وی در بازی‌های المپیک تابستانی ۲۰۰۸ شرکت کرده‌است.